# Adieu mes quinze ans
Adieu mes quinze ans est un feuilleton télévisé français, en 19 épisodes de 13 minutes, réalisé par Claude de Givray, et diffusé à partir du 4 mai 1971 sur la première chaîne de l'ORTF. 

## Genèse
Ce feuilleton est l’adaptation du livre de Claude Campagne, publié en 1960, qui a connu un grand succès, obtenant le Grand Prix de Littérature pour les jeunes de 13 à 15 ans de la Fédération des Associations de Parents d’Élèves des Lycées et Collèges français. L'ouvrage est édité depuis 2006 aux éditions Christian Navarro.

## Synopsis
À Boulogne-sur-Mer, à la fin des années 1950, vit Fanny, une adolescente de quinze ans. Une grande complicité l'unit à son frère aîné, Guillaume, et à leur grand-père, le Capitaine. C'est auprès de lui que vont se croiser et se recroiser les destins de Fanny et Guillaume, Yann Offlanges, et Ingvild Nilssen, une jeune Norvégienne invitée par Le Capitaine à séjourner pendant un an dans leur demeure, le Cadran Solaire.

## Fiche technique
- Titre : Adieu mes quinze ans
- Réalisateur : Claude de Givray
- Scenario : Pierre Dupriez (adaptation), d’après le roman du même nom de Claude Campagne
- Dialogues : Pierre Dupriez
- Musique : Georges Delerue, variation sur l'andante du concerto pour mandoline en ré majeur de Vivaldi.
- Photo : Raymond Clunie, Daniel Poteau
- Montage : Maurice Rose
- Pays d'origine :  France
- Format : couleur - son : Mono
- Genre : Drame psychologique
- Durée : 19 épisodes de 13 minutes
- Date de première diffusion : 4 mai 1971 (France)
- Classification : adolescents

## Distribution
- Patricia Calas : Fanny
- Christian Baltauss : Yann
- Lill Borgesson : Ingvild
- Patrick Verde : Guillaume
- Henri Guisol : Capitaine Le Marroy
- Jany Holt : Mme Offlanges
- Jenny Clève
- Claudine Régnier
- Yannick Dal
- Jacques Mussier
- Arlette Renard
- André Willem